# Stylaster granulosus
Stylaster granulosus is een hydroïdpoliep uit de familie Stylasteridae. De poliep komt uit het geslacht Stylaster. Stylaster granulosus werd in 1850 voor het eerst wetenschappelijk beschreven door Milne Edwards & Haime. 